# Парчев
Парчев (пол. Parczew) — город в Польше, входит в Люблинское воеводство, Парчевский повят. Имеет статус городско-сельской гмины. Занимает площадь 8,05 км². Население — 10 173 человека (на 2008 год).

## История
На 1912 год город Парчев входит в состав Седлецкой губернии. 